# Équipe d'Ouzbékistan des moins de 17 ans de football
Maillots
L'équipe d'Ouzbékistan des moins de 17 ans est une sélection de joueurs de moins de 17 ans au début des deux années de compétition placée sous la responsabilité de la Fédération d'Ouzbékistan de football. 
L'équipe a remporté une fois le Championnat d'Asie de football des moins de 16 ans en 2012, et a participé 3 fois à la Coupe du monde de football des moins de 17 ans en 2011, où elle arrivée jusqu'en quarts de finale, ainsi qu'en 2013, où elle arrivée jusqu'en huitièmes de finale.

## Parcours en Coupe d'Asie des nations de football des moins de 16 ans
De 1985 à 1991, l’Ouzbékistan fait partie de l’URSS.
- 1992 : Non inscrit
- 1994 : 1er tour
- 1996 : 1er tour
- 1998 : Non qualifié
- 2000 : Non qualifié
- 2002 : 4e
- 2004 : 1er tour
- 2006 : Non qualifié
- 2008 : Quarts de finale
- 2010 :  Finaliste
- 2012 :  Vainqueur
- 2014 : Quarts de finale
- 2016 : Quarts de finale
- 2018 : Non qualifié
- 2023 : Demi-finale

## Parcours en Coupe du monde des moins de 17 ans
- 1993 : Non qualifié
- 1995 : Non qualifié
- 1997 : Non qualifié
- 1999 : Non qualifié
- 2001 : Non qualifié
- 2003 : Non qualifié
- 2005 : Non qualifié
- 2007 : Non qualifié
- 2009 : Non qualifié
- 2011 : Quarts de finale
- 2013 : Huitièmes de finale
- 2015 : Non qualifié
- 2017 : Non qualifié
- 2019 : Non qualifié
- 2023 : Quarts de finale